# Uszycia
Uszycia (ukr. Ушиця) – wieś na Ukrainie, w obwodzie żytomierskim, w rejonie korosteńskim, w hromadzie Uszomierz. W 2001 liczyła 238 mieszkańców, spośród których 234 wskazało jako ojczysty język ukraiński, a 4 rosyjski.
Znajduje tu się stacja kolejowa Uszycia, położona na linii Korosteń – Zwiahel.